# Valdivia (Antioquia)
Valdivia es un municipio de Colombia, localizado en la subregión Norte del departamento de Antioquia. Limita al norte con el municipio de Tarazá, por el este con los municipios de Tarazá, Anorí y Yarumal, por el sur con los municipios de Yarumal y Briceño, y por el oeste con los municipios de Briceño e Ituango. Su cabecera dista 153 kilómetros de la ciudad de Medellín, capital del departamento de Antioquia. El municipio posee una extensión de 545 kilómetros cuadrados.

## Generalidades
- Fundación: 13 de abril de 1879
- Elección en municipio, 1912
- Fundadores: Braulio Berrío, Luis María Cuartas y Pío Claudio Gutiérrez
- Apelativos: "Pueblo sin Plaza", “Puerta de Oro del bajo Cauca”.

Origen del nombre: Este municipio lleva su nombre en honor al conquistador español don Andrés de Valdivia.
Nombres antiguos del municipio: Úbeda y Conguital.

## División Político-Administrativa
Además de su Cabecera municipal. Valdivia tiene bajo su jurisdicción el siguiente corregimiento (de acuerdo a la Gerencia departamental):
| Corregimiento   | Centros Poblados               | Veredas |
| Puerto Valdivia | - Puerto Valdivia              | La Habana, Colmenas, La América, Pensilvania, Los Pomos, Montefrío, Monteblanco, Juntas, San José de Génova, La Siberia, Cachirime, El Pital, Santa Bárbara. |
| Raudal          | - Puerto Raudal - Raudal Viejo | La Alemania, La Paulina, Las Palomas, La Coposa, Las Camelias, Playa Rica, El Catorce, El Quince.                                                            |

## Historia
El nacimiento o descubrimiento de la región de Valdivia. Se sabe que en el siglo XVI, en el año de 1574, don Andrés de Valdivia fundó, en las inmediaciones de los terrenos de Valdivia, la hoy desaparecida localidad de Úbeda, en honor a su suelo chico y en una región circundante llamada Guarcama. En otra región circundante, Santa Inés, ya en el año de 1879, se fundó una segunda población relacionada con Valdivia, que terminó siendo corregimiento de Yarumal en 1891, que se conocía popularmente con el nombre de El Conguital.
Entre los nombres de Úbeda (patria chica del conquistador) El Conguital y Valdivia, la comunidad adopta por fin este nombre en honor del español y en 1912, mediante ordenanza 8 de la gobernación de Antioquia, la localidad adquiere vida municipal.

## Demografía
Población Total: 13 801 hab. (2018)
- Población Urbana: 3 637
- Población Rural: 10 164

Alfabetismo: 71.8% (2005)
- Zona urbana: 82.8%
- Zona rural: 67.1%

### Etnografía
Según las cifras presentadas por el DANE del censo 2005, la composición etnográfica del municipio es:
- Mestizos & blancos (95,6%)
- Afrocolombianos (4,4%)

## Economía
- Agricultura: yuca, cacao, caña, plátano, maíz
- Pesca
- Ganadería de Levante y leche
- Minería: Piedra Ornamental
- Maderas
- Artesanía: Tallas en maderas
- Comercio activo y pasivo.

## Fiestas
Su patrono es San José, cuya fiesta es el 19 de marzo. En la entrada del pueblo se inauguró en el año 2016 una hermosa imagen de 2 m de altura.
- Semana de la Cultura y del Deporte, segunda semana de octubre, la fiesta más reconocida del municipio. En el año 2016, fueron bautizadas como "las fiestas de la Neblina", por ser esta una característica principal de este pueblo.
- Semana Santa, sin fecha fija en marzo o abril.

Fiestas del Corpus y altar de San Isidro. Es la gran fiesta del pueblo, que integra a  todos los habitantes.
- Fiesta de la Virgen del Carmen, de 16 de julio
- Fiesta de la Inmaculada Concepción, 8 de diciembre
- Fiestas del Progreso, en diciembre (no se volvieron a realizar)
- Fiestas del Agua, el Verano y la Pesca (se realizan en el corregimiento de Puerto Valdivia).

## Gastronomía típica
- Pescado cachama,tilapia roja  con Patacón, porción de arroz, aguacate,hogado de tomate y ensalada con panela molida y claro.
- Comida típica antioqueña y asados.
- Dulcess de guayaba, maracuyá, guanábana,pepino dulce y piña.

## Destinos ecológicos y patrimoniales
- Quebrada del oro
- Balneario Cachirimé
- Cascada de Chorros Blancos
- Cascada de Santa Inés
- Río El Pescao
- Puente colgante Simón Bolívar en el corregimiento de Puerto Valdivia
- Iglesia de San José. Se comenzó en 1942, se caracteriza por su estilo neobizantino y es único en Antioquia.
- Casa de la Cultura Braulio Berrío
- Cementerio Campos de Resurrección.
- Corregimiento de Puerto Valdivia, paso obligado en la ruta Medellín – Costa Atlántica
- Iglesia de Santa Teresita en el corregimiento de Puerto Valdivia
- Puente José María Córdova
- Puente colgante La Paulina
- Palacio Municipal